# Ameromyia stevensi
Ameromyia stevensi is een insect uit de familie van de mierenleeuwen (Myrmeleontidae), die tot de orde netvleugeligen (Neuroptera) behoort. 
Ameromyia stevensi is voor het eerst wetenschappelijk beschreven door Navás in 1914.